# Adını Feriha Koydum
 (mars 2024).
Adını Feriha Koydum (français : Je l'ai nommée Feriha) est une série télévisée turque produite par la maison de production Med Yapım et diffusée pendant la saison 2011-2012 du 14 janvier 2011 au 29 juin 2012 sur la chaine Show TV. la série met en vedette la célèbre star Hazal Kaya et le nouveau venu le mannequin Çağatay Ulusoy dans son premier rôle d'acteur.
La série écrite par Melis Civelek et Sırma Yanık, raconte la vie de Feriha Yilmaz, la fille d'un gardien d'immeuble, pauvre mais très belle et intelligente qui succombe au charme de richissime et séduisant play-boy Émir Sarrafoglu et s'oblige à mentir sur son état social pour garder son amant.
La série a été tournée à "l'Université de Beykent", en "studio" et au bâtiments "Etiler Aksoy Apartment".

## Autour de la série
- Dans la deuxième saison de la série, la célèbre actrice Vahide Perçin a eu une longue pause en raison d'un cancer du sein. d’après les médias turcs, elle a réussi à vaincre la maladie[1].
- Il a été démontré que l'actrice Deniz Uğur aussi avait un cancer du sein[2]. Elle a pris une très courte pause de la série et elle est revenue.
- À la fin de la deuxième saison, l'actrice principale Hazal Kaya a été contrainte de quitter la série après la fin de son contrat d'un an avec la production et son engagement dans une autre série, du coup, son personnage a été tué lors de la finale de la saison. De même, que l'actrice Vahide Perçin.
- après le départ des deux actrices principales de la série Vahide Perçin et Hazal Kaya ; d'autre acteurs ont suivi pendant la deuxième saison tels Ceyda Ateş, Barış Kılıç et d'autres acteurs.
- Après ces divisions, Çağatay Ulusoy continua seul et mentionna que le nom de Feriha Koydum était terminé. et que la série poursuivra sous le nom d'Emir'in Yolu, avec un nouveau cast comme Zeynep Çamcı, Beril Kayar, Gizem Karaca, Furkan Andıç et Uğur Karabulut après le départ de Metin Çekmez, Deniz Uğur, Murat Onuk, Neşem Akhan, Sedef Şahin et Onay Kaya.
- Beril Kayar a ensuite quitté la série.
- Après quelque épisode la série a été supprimée en raison des faibles audiences.

## Bande originale
- Titre: : Adını Feriha Koydum (Original Soundtrack)[3]
- Artistes: Cem Tuncer
- Langue: Turc
- Date de sortie: 6 juillet 2014
- Nombre de pistes: 39

| No. | Titre de la chanson                   | Duration |
| --- | ------------------------------------- | -------- |
| 1.  | Adını Feriha Koydum Jenerik           | 1:41     |
| #   | Beni Unutma (feat. Eylem Aktaş)       | 3:53     |
| #   | Kader                                 | 2:16     |
| 4   | Esaretin Böylesi (feat. Deniz Aksoy)  | 2:12     |
| 5   | Aşk Teması (Duduk)                    | 2:14     |
| 6   | Kırmızı Ayakkabılar                   | 1:42     |
| 7   | Doğu                                  | 1:42     |
| 8   | Adını Feriha Koydum (Dramatik Tema)   | 2:23     |
| 9   | Beni Unutma (Enstrumantal)            | 3:34     |
| 10  | İstanbul'da Bir Gece                  | 1:25     |
| 11  | Zehra - Feriha Teması                 | 1:52     |
| 12  | Aşk (Gerilim Teması)                  | 0:49     |
| 13  | Çocukça                               | 2:18     |
| 14  | Beklemek                              | 1:54     |
| 15  | Adını Feriha Koydum (Slow)            | 1:52     |
| 16  | Feriha - Emir (Ayrılık Teması)        | 2:04     |
| 17  | Zamanı Beklemek                       | 2:11     |
| 18  | Tamirci Mehmet Teması                 | 1:13     |
| 19  | Yoksul                                | 1:46     |
| 20  | Duygusal (Gitar)                      | 0:55     |
| 21  | Sevinç                                | 0:56     |
| 22  | Gülsüm - Koray (Aşk Teması)           | 1:03     |
| 23  | Mutlu Aile Teması                     | 2:12     |
| 24  | Kırmızı Ayakkabılar (Piyano)          | 1:41     |
| 25  | Feriha Çocukluk Teması                | 1:58     |
| 26  | Adını Feriha Koydum Jenerik (Gerilim) | 1:29     |
| 27  | Vakitsiz Aşk                          | 1:54     |
| 28  | Entrika                               | 1:11     |
| 29  | Yeni Aşk                              | 3:41     |
| 30  | Zamansız                              | 2:31     |
| 31  | Yol                                   | 3:16     |
| 32  | Zehra - Rıza (Aşk Teması)             | 2:00     |
| 33  | Büyü                                  | 2:27     |
| 34  | Bir Zamanlar                          | 0:38     |
| 35  | Gergin Piyano                         | 1:25     |
| 36  | Umut                                  | 2:22     |
| 37  | Yalan                                 | 0:43     |
| 38  | Yorgun Gitar                          | 0:54     |